# Heydeniella loricata
Heydeniella loricata är en spindeldjursart som först beskrevs av Trägårdh 1907.  Heydeniella loricata ingår i släktet Heydeniella och familjen Ologamasidae. Inga underarter finns listade i Catalogue of Life.